# 中国跆拳道协会
中国跆拳道協會（Chinese Taekwondo Association），成立于2004年，是在中华全国体育总会领导下的群众性非盈利体育社团，是中国奥委会承认的、代表中国参加相应国际跆拳道组织和活动的唯一合法组织。其总部设立于中国的首都北京。

## 宗旨
1. 在遵守国家宪法、法律的前提下，团结中国跆拳道工作者、运动员和跆拳道爱好者，在中国推广和普及跆拳道运动，增强中华民族的身体素质；
2. 提高跆拳道运动技术水平，攀登世界跆拳道高峰；
3. 增进同各国家和地区跆拳道人士的友谊，加强与世界跆拳道联盟（World Taekwondo，缩写：WT）和亚洲跆拳道联盟（Asian Taekwondo Union，简称亚跆盟）等国际体育组织以及世界各国跆拳道协会的联系与合作。

## 資料來源
1. ↑  . 中国跆拳道协会官网.   [2020-01-10]. （原始内容存档于2020-01-22）.